# ライアンズ・ワールド
ライアンズ・ワールド （英語: Ryan's World、旧ライアン・トイズレビュー）は、アメリカ合衆国に住む8歳（2019年10月時点）のライアン・カジと、その両親（シオン・カジ、ロアン・カジ）と双子の妹（エマ・カジ、ケイト・カジ）らによって主催されている YouTubeチャンネルの名称である。
このチャンネルは基本的に毎日投稿を徹底している。
このチャンネル上で最も再生されている動画、"Huge Eggs Surprise Toys Challenge"は19億回以上の再生回数を誇っており（2019年11月時点）、YouTube上で最も閲覧された動画ベスト50のひとつである。 
2019年11月時点で、このチャンネルは2000万人以上のチャンネル登録者数と300億回以上の総再生回数を記録している。また、このチャンネルはアメリカ合衆国内で最も多いチャンネル登録者数を誇るチャンネルベスト100にもランクインしている。
The Vergeは、このチャンネルを「個人的なビデオブログと"商品開封"ビデオのブレンドであり、無邪気な子供時代のふざけた行動と冷酷さ、また圧倒的な消費者主義のブレンドでもある」と評している。Forbesによると、カジは2016年から2017年までに1,100万ドルを収益として獲得しており、彼を8番目に高給であるYouTuberだとしている。また、2018年と2019年には、最も高給のYouTuberとして上場されており、ビデオとウォルマートの製品ラインからそれぞれ2,200万ドルと2,600万ドルを収益として獲得している。 2019年7月11日の時点で、彼は自身のブランドの歯ブラシと歯磨き粉を販売している。
このチャンネルはスペイン語, 日本語とフランス語でも動画が投稿されており、それぞれ"Ryan's World Español"、"ライアンズ・ワールド", "Ryan's World en Français"という名前のチャンネル上で活動が続いている。

## 来歴
カジがYouTube上への動画投稿を開始した日は2015年3月まで遡り、EvanTubeHDのようなおもちゃのレビューをしているチャンネルを閲覧したライアンが、ロアンに 『他の子はおもちゃのレビューをしてるのに、なぜ僕はしていないの？』と訊いたことが始まりだった。ロアンは高校にて科学の教師として勤めていたものの、動画が反響を得てからは、彼とのYouTube動画を制作することに専念するために辞職している。
YouTubeに動画を公開する前、カジの家族は実際の姓（グアン/Guan）を活動する際の姓カジ/Kajiに置き換えている。 
2017年、カジの両親は、クリス・ウィリアムズとアルビー・ヘクトによって2016年に設立された新興の子供向けメディア企業であるPocketWatchと契約を結んでおり、 PocketWatchは、ライアンのYouTubeチャンネルのマーケティングと商品販売を行っている。2018年、ライアン・トイズレビューは、PocketWatchおよびWildWorksと協力して、iOSおよびAndroid向けの、子供向けの永久に遊べるランナーゲームであるTag with Ryanというアプリを作成している。2019年、ライアン・トイズレビューとPocketWatchは、未就学児向けに20エピソードのテレビシリーズ「Ryan's Mystery Playdate」を制作している。2019年11月1日、Outright Gamesは、PlayStation 4、Xbox One、Nintendo Switch、Microsoft Windows向けに、カジとライアンのワールドブランドのキャラクターをフィーチャーしたレーシングゲームであるRace With Ryanというタイトルのビデオゲームを発売している。

## 影響
カジはおもちゃ業界に影響を与えており、彼のおもちゃのレビュー、特に何百万回も視聴されているものは、おもちゃの販売に影響を及ぼすことがある。PocketWatchのクリス・ウィリアムズはカジをニコロデオンのスポンジ・ボブと比較している。
ニューヨークで開催されたトイフェア2018で、カジはポケットウォッチやボンカーズトイと協力して、ライアンズワールドとしてブランド化された一連のおもちゃを発表し、2018年8月6日に初めてウォルマートで独占的に発売されている。
ライアンズ・ワールドは、2018年と2019年にForbesの最も収益の高いYouTubeチャンネルとして上場されている。
チャンネルの説明では、レビューされたおもちゃのほとんどが後に慈善団体に寄付されたと述べられており、ロアン・カジはTubeFilterに、「ライアンは手に入れたおもちゃをすべて手に入れているわけではありません。たくさんのおもちゃを友人や家族に、そして慈善団体に寄付しています」と話している。